# 보르노 (이탈리아)

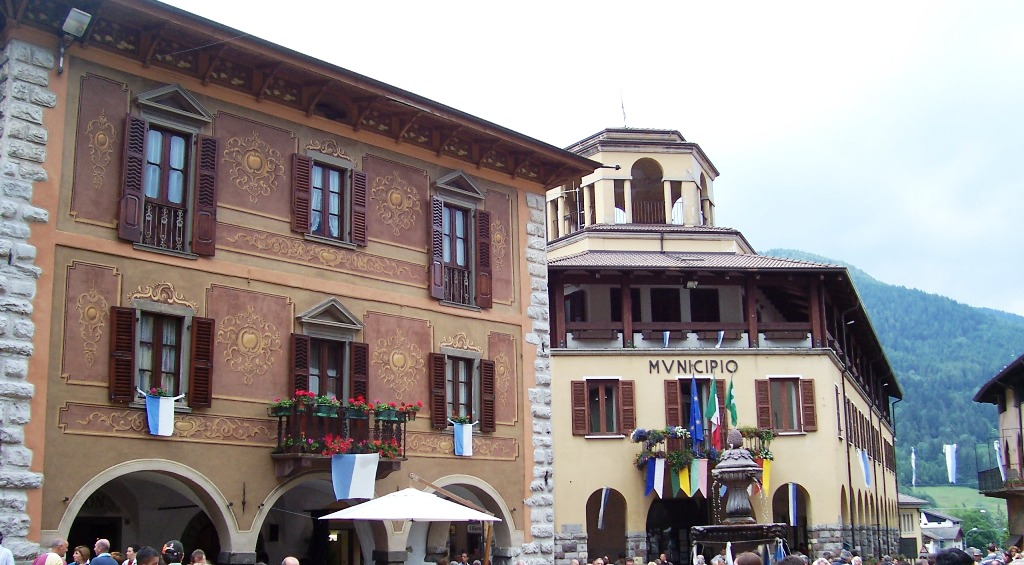

보르노(Borno)는 이탈리타 롬바르디아주 브레시아도의 코무네이다. 총 면적은 30 제곱 킬로미터이며 고도는 912미터이다. 2017년 기준으로 인구 수는 2,606명이다.

## 주요 관광지
- 샌 마르틴, 세례자 요한 교회 (18세기)